# Alliott Verdon-Roe
Alliott Verdon-Roe (1877-1958) est un industriel britannique et un grand pionnier de l’aéronautique. Auteur (non reconnu) du premier vol effectué par un britannique sur un avion de sa conception, il créa les firmes A.V.Roe and Company et Saunders-Roe Ltd.

## Une jeunesse mouvementée
Né le 26 avril 1877 à Patricroft, Manchester, second fils d’un médecin père de sept enfants, il fait ses études dans la région de Manchester puis à Londres. Parti au Canada à l’âge de 15 ans pour trouver du travail, il rentre en Grande-Bretagne en 1893 et entre comme apprenti à la Lancs & Yorks Railway Co de Manchester. Devenu mécanicien naval après un passage au King's College de Londres, il embarque ensuite sur le navire S.S. Jebba de la South African Royal Mail Company. En 1898, il commence à observer de près le vol des oiseaux de mer et réalise ses premiers modèles réduits.
En 1902, il entre comme dessinateur dans la firme automobile Brotherton & Crockers Ltd, tout en poursuivant à temps perdu l’étude du vol mécanique. Il publie même un article sur le vol mécanique dans le supplément technique du journal The Times. En avril 1906 il part pour les États-Unis et participe aux travaux d’un compatriote, George L.O. Davidson, qui construit à Denver un gyrocoptère.
Cette aventure américaine est de courte durée puisqu’en novembre 1906 il dépose en Grande-Bretagne le brevet no 26099 relatif à un dispositif de contrôle de la stabilité et de la direction d’un aéronef au moyen d’une commande unique. Une invention qui lui sera contestée par la suite par le français Robert Esnault-Pelterie. Le 15 avril 1907 a lieu à l’Alexandra Palace de Londres un concours de modèles réduits. A.V.Roe participe à l’épreuve avec cinq modèles, tous à hélice arrière, et remporte le second prix (75 £), le premier prix n’ayant pas été attribué.

## Constructeur et pilote
En décembre 1906, le comité sportif du circuit automobile de Brooklands (Weybridge, Surrey) avait offert un prix de 2 500 £ au premier aviateur capable d’effectuer un tour complet de circuit (4 km) avant la fin 1907. Attiré par cette somme, Alliott s’est lance dans la construction d’un aéroplane du type Wright, similaire à ses modèles réduits, dans la remise des voitures à chevaux de son frère aîné Spencer Vernon à Putney. Cet appareil est achevé en août 1907, équipé d’un moteur de motocyclette JAP 2 cylindres de 6 ch, et transféré à Brooklands où Roe a construit lui-même un abri en bois. Le moteur JAP ne parviendra pas à faire décoller le Biplan no 1, qui s’élève pourtant du sol en décembre 1907, tracté par une voiture automobile.
Début 1908 les essais en vol furent interrompus, le Brooklands Automobile Racing Club ayant exigé que les installations d’A.V. Roe soient déplacées hors du circuit automobile. Tout en négociant des délais il parvient à emprunter un moteur 8 cylindres Antoinette de 24 ch. Si personne n’est parvenu à enlever la bourse offerte par le circuit de Brooklands, les journaux The Graphic et The Daily Graphic proposent alors une prime de 1 000 £ au premier aviateur pouvant relier deux points déterminés distants d’un mile (1 610 m) sur le circuit. Selon deux témoignages écrits A.V.Roe aurait réalisé un vol de 46 mètres à 1 mètre environ de hauteur dès le 8 juin 1908. Son frère Humphrey Vernon affirmera qu’il a tenu l’air sur plus de 55 m le 28 juin. Alliot Verdon-Roe a donc été le premier Britannique à voler sur un avion de sa conception. Comme d’autres pionniers il travaillait cependant dans la discrétion et faute de témoignages indiscutables c’est John Moore-Brabazon qui fut reconnu en 1929 comme « premier aviateur anglais » par le Royal Aero Club, pour un vol de 457 m réalisé le 2 mai 1909 devant la presse.

## Un pionnier devenu industriel
Mis en demeure de quitter Brooklands, il abandonne définitivement le circuit le 17 juillet 1908, sans son Avroplane, gravement endommagé durant les manipulations pour lui faire franchir les barrières de sécurité du circuit. Correspondant régulièrement avec les Frères Wright, il se rend à vélo au Mans pour assister aux démonstrations de vol contrôlé de Wilbur Wright et étudier la construction de son Flyer.
Devenu membre de l’Association Aéronautique de Grande-Bretagne (Aeronautical Society of Great Britain), il s’installe début 1909 dans les Walthamstow Marshes, dans l’Essex, puis à Wembley, et monte son moteur JAP sur un nouveau triplan, espérant emporter le prix de 10 000 £ offert par le Daily Mail à l’aviateur capable de voler de Londres à Manchester.
1910 sera une année importante : le 1er janvier le journal Flight International annonce la création de la firme A.V.Roe & Co (Avro) ; le 1er juin il réalise ses premiers vols en circuit fermé à Brooklands avec son triplan Mercury, sur lequel pour la première fois il utilise des ailerons ; le 10 août, le Daily Mirror publie en première page la photo de son mariage avec Mildred Kirk (1884-1965). De ce mariage naitront 9 enfants, dont 2 garçons tués au combat à bord d’avions de la RAF durant la Seconde Guerre mondiale. En octobre enfin ouvre, toujours à Brooklands, dont la direction a changé, l’école de pilotage Avro. En 1911, il engage comme assistant Roy Chadwick.

## D'A.V.Roe and CoàSaunders-Roe
En 1912 apparait l’Avro F, premier monoplan au monde à recevoir une cabine fermée, précédant de peu l’Avro 504. La vie d’Alliot Verdon-Roe se confond ensuite avec l’histoire de deux entreprises. En 1928, il quitte en effet A.V.Roe & Company Limited après avoir cédé sa part de capital à Armstrong-Siddeley Motors Ltd et achète une partie de celui de S.E.Saunders Ltd à Cowes, sur l’Ile de Wight. La Sauders-Roe Ltd se taillera une robuste réputation dans le domaine des hydravions, puis réalisera un des premiers hélicoptères construit en série en Grande-Bretagne. À la même époque, A.V. Roe devient un fervent partisan d’Oswald Mosley, dont il soutiendra encore le mouvement d’extrême droite Union Movement après la Seconde Guerre mondiale.
Anobli en 1929, il publie en 1939 une autobiographie : The World of Wings and Things.
Le 28 juin 1964, Sir Alliott inaugure une plaque commémorative sur le circuit de Brooklands et effectue son premier vol en héliocoptère à bord d’un appareil de la BEA.
Sir Alliott Verdon-Roe est décédé le 4 janvier 1958.